# Saint-Germain-lès-Corbeil
 Saint-Germain-lès-Corbeil  es una población y comuna francesa, ubicada en la región de Isla de Francia, departamento de Essonne, en el distrito de Évry y cantón de Saint-Germain-lès-Corbeil.

## Demografía
| 563 | 650 | 4379 | 4462 | 6141 | 7051 |
| Para los censos de 1962 a 1999 la población legal corresponde a la población sin duplicidades (Fuente: INSEE [Consultar]) |     |      |      |      |      |